# Hold Me Down
Hold Me Down es el segundo álbum de estudio de la banda inglesa de pop punk You Me at Six, lanzado el 11 de enero de 2010.

## Lista de canciones
Toda la música compuesta por You Me at Six. 
| N.º | Título                                                                                         | Duración |  |
| 1.  | «The Consequence» (feat. Sean Smith de The Blackout)                                           | 4:26     |  |
| 2.  | «Underdog»                                                                                     | 2:22     |  |
| 3.  | «Playing the Blame Game»                                                                       | 3:05     |  |
| 4.  | «Stay With Me»                                                                                 | 3:14     |  |
| 5.  | «Safer to Hate Her»                                                                            | 3:17     |  |
| 6.  | «Take Your Breath Away»                                                                        | 3:02     |  |
| 7.  | «Liquid Confidence (Nothing to Lose)»                                                          | 3:11     |  |
| 8.  | «Hard to Swallow»                                                                              | 3:24     |  |
| 9.  | «Contagious Chemistry»                                                                         | 3:29     |  |
| 10. | «There's No Such Thing as Accidental Infidelity» (feat. Aled Phillips of Kids In Glass Houses) | 3:46     |  |
| 11. | «Trophy Eyes»                                                                                  | 2:50     |  |
| 12. | «Fireworks»                                                                                    | 4:19     |  |

| iTunes bonus track |                                        |          |  |
| N.º                | Título                                 | Duración |  |
| 13.                | «My Head's a Prison and Nobody Visits» | 3:19     |  |

## Personal

### You Me at Six
- Josh Franceschi — voz
- Max Helyer — guitarra rítmica, coros
- Chris Miller — guitarra líder
- Matt Barnes — bajo eléctrico
- Dan Flint — batería

### Músicos adicionales
- Sean Smith — voz adicional (en «The Consequence»)
- Aled Phillips — voz adiciones (en «There's No Such Thing as Accidental Infidelity»)

### Producción
- Matty O'Grady — productor
- John Mitchell — coproductor, mezclas
- Bob Ludwig — masterización